# Almonacid del Marquesado (kommun)
Almonacid del Marquesado är en kommun i Spanien.   Den ligger i provinsen Provincia de Cuenca och regionen Kastilien-La Mancha, i den centrala delen av landet, 100 km sydost om huvudstaden Madrid. Antalet invånare är 469. Arean är 47 kvadratkilometer. Almonacid del Marquesado gränsar till Almendros, Puebla de Almenara, Saelices och Villarejo de Fuentes. 
Terrängen i Almonacid del Marquesado är platt.